# دار الأصرم

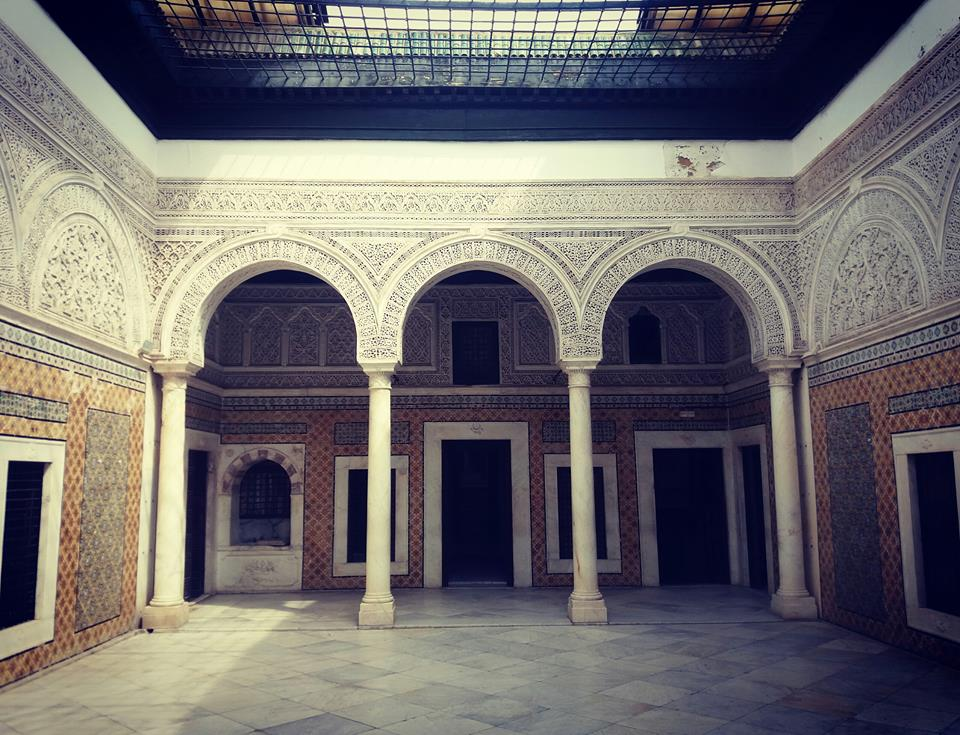
مدخل دار الأصرم من نهج التريبونال

دار الأصرم، هي أحد معالم المدينة العتيقة بتونس.

## موقعها
تقع دار الأصرم في نهج التريبونال، و هو أحد أنهج المدينة العتيقة بتونس.

## تاريخها
أنشأت الدار بين عامي 1812 و 1819 من قبل حمودة الأصرم، وهو عسكري من أعيان الحكم الحسيني. لم تختلف طريقة بناؤها وطرازها المعماري عن بقية قصور المدينة العتيقة، وتتكون الدار من مدخل رخامي وصحن تحيط به عدة غرف تنطوي على زخارف تعد مزيجا من النمطين الأندلسي والعثماني.
أصبحت الدار منذ 1964 ملكا لبلدية تونس التي قامت عام 1972 بترميمها، وتسخدم حاليا كمقر للجمعية صيانة مدينة تونس (منذ 1969) ونادي الطاهر حداد.
تحتضن أيضا الدار حفلات موسيقية وسهرات شعرية في نطاق تنشيط الحياة الثقافية للمدينة العتيقة.

## صور

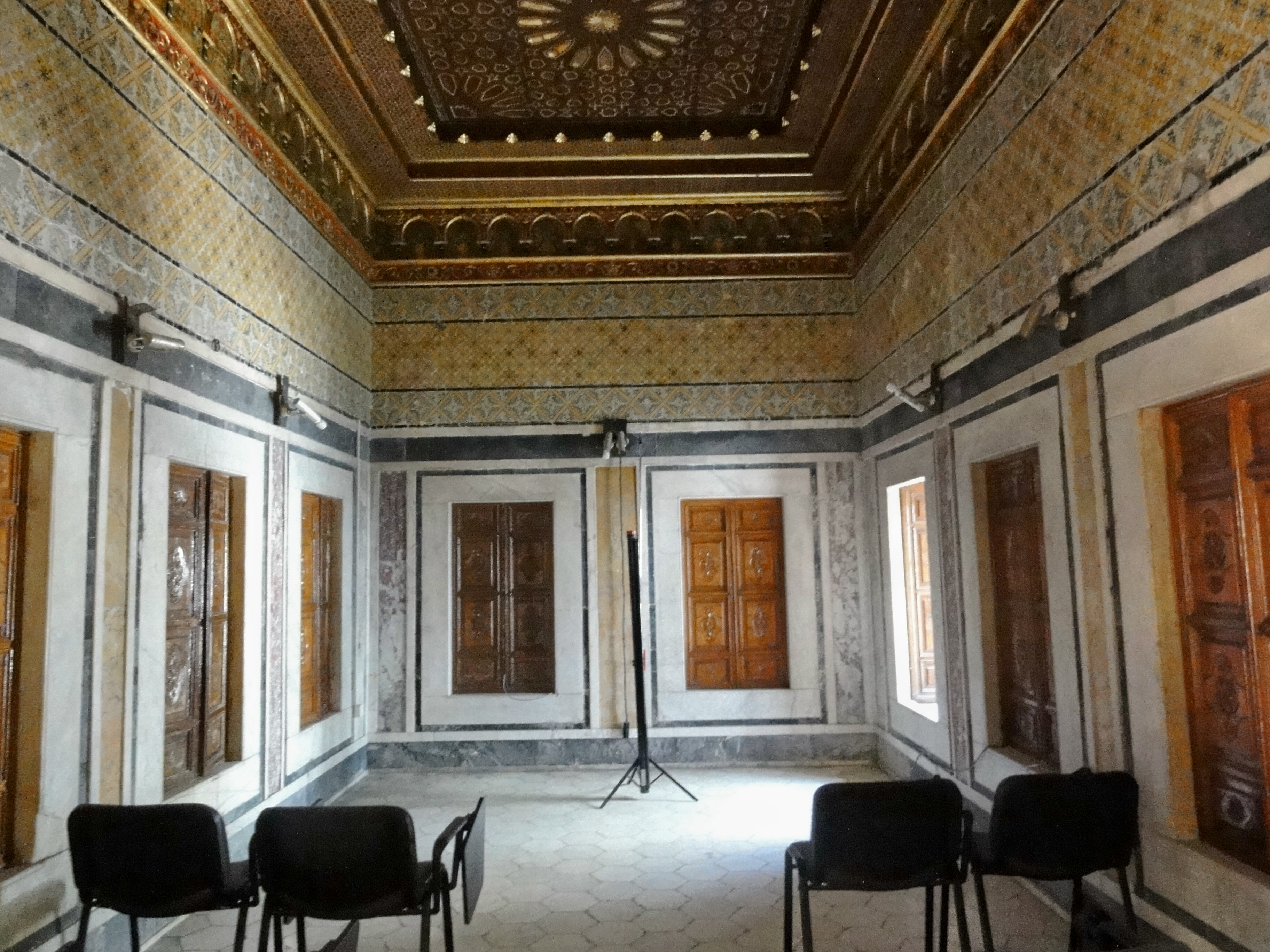
صالة
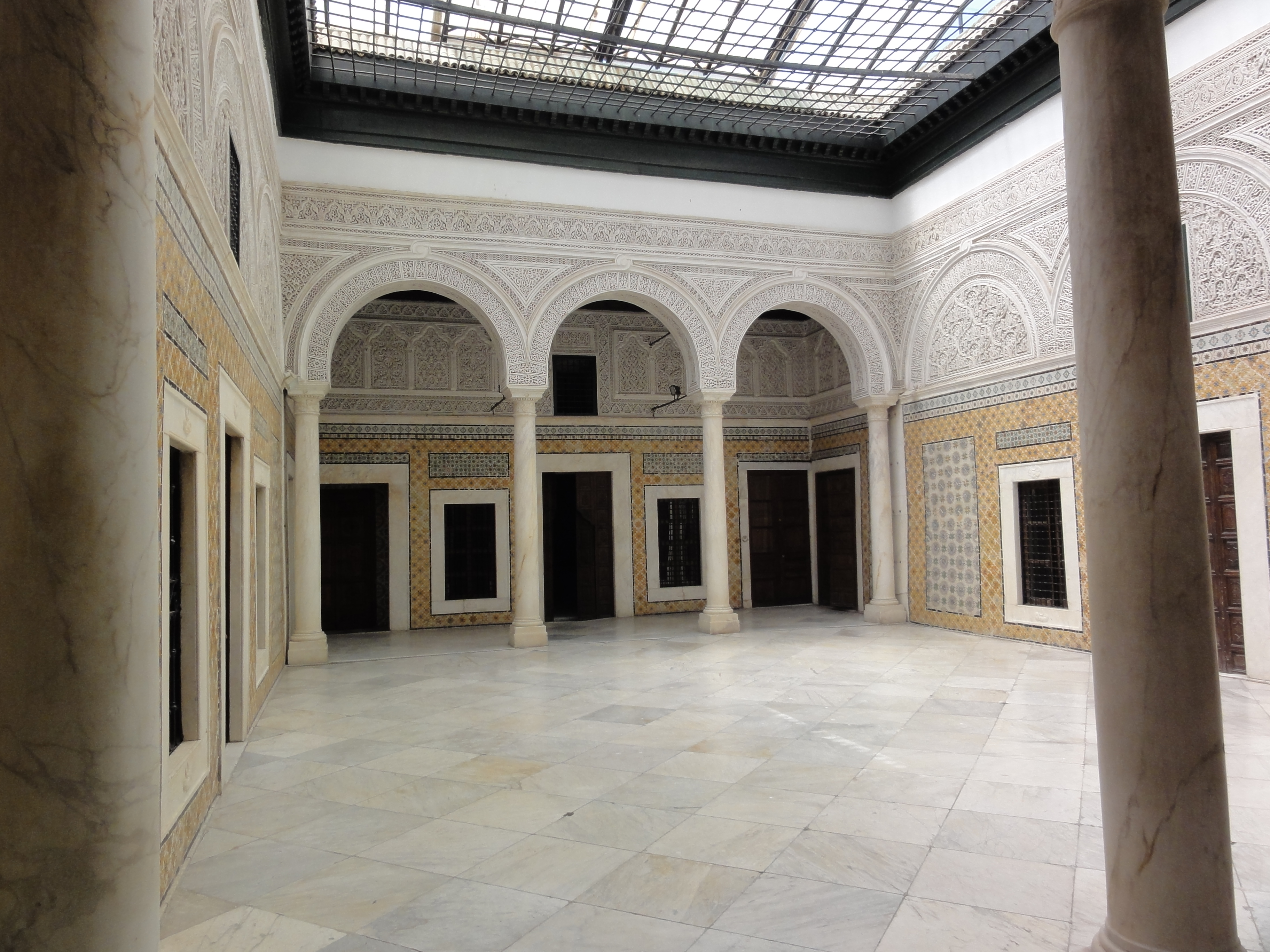
فناء
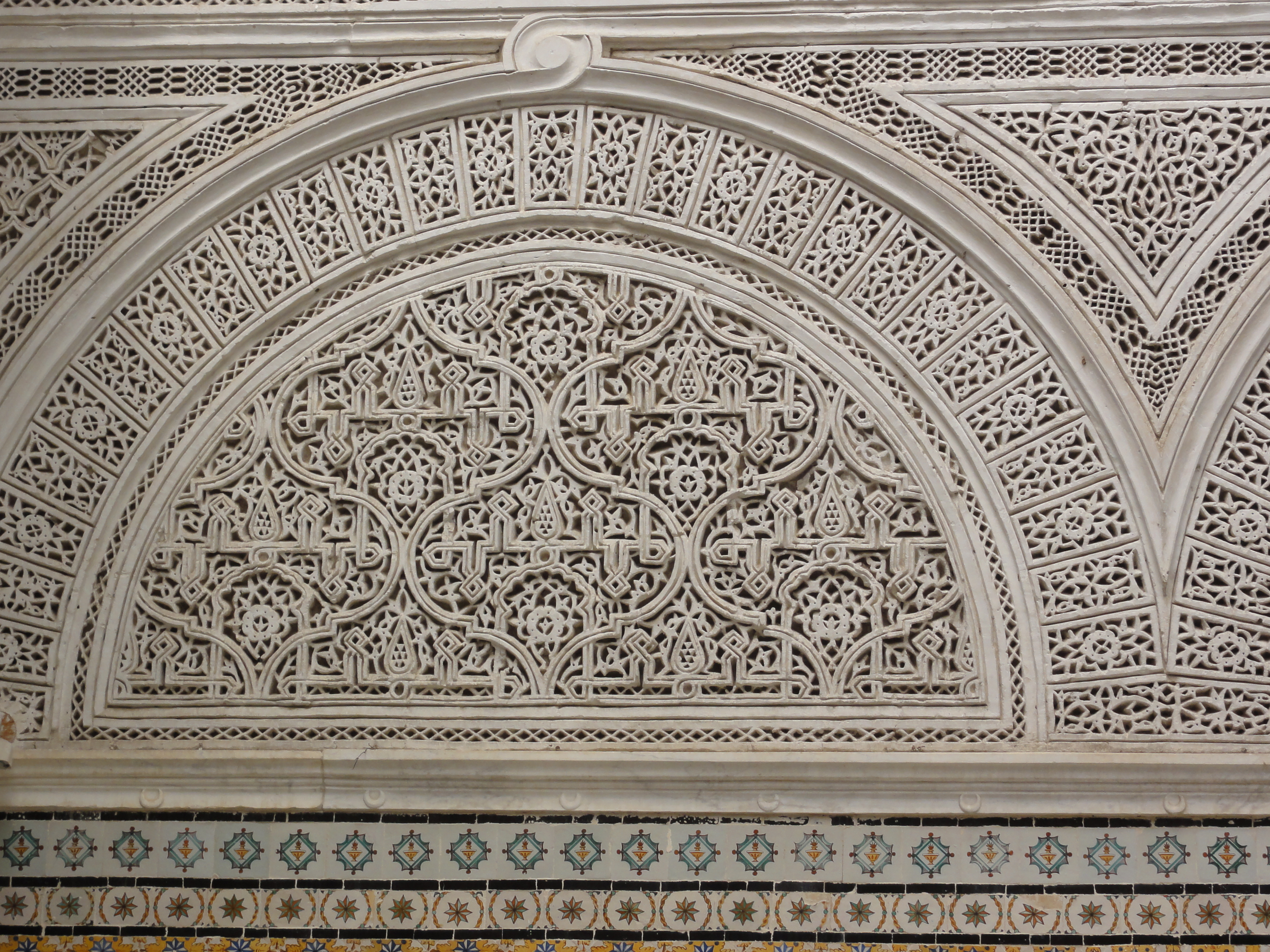
زخرف
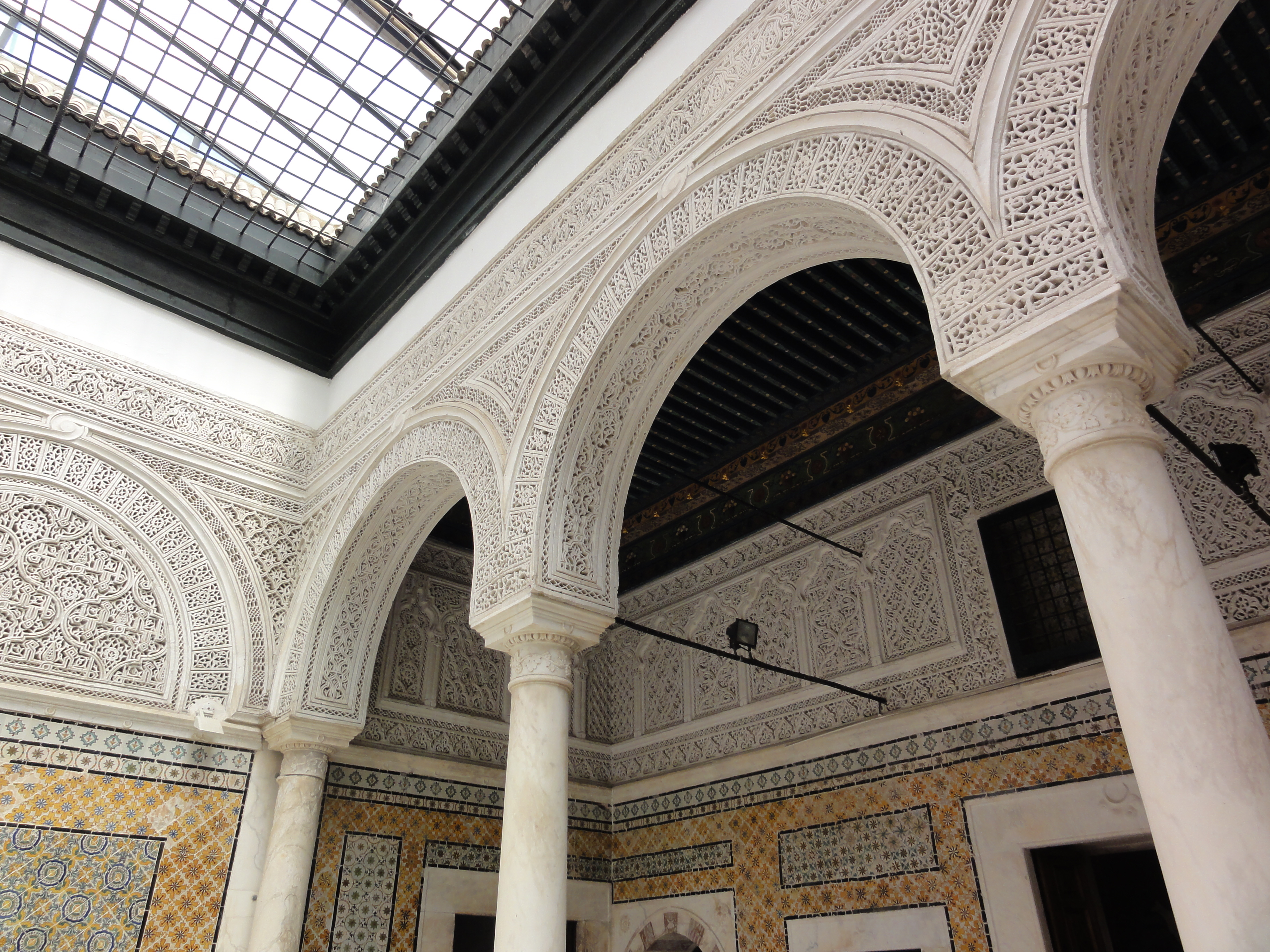
أقواس
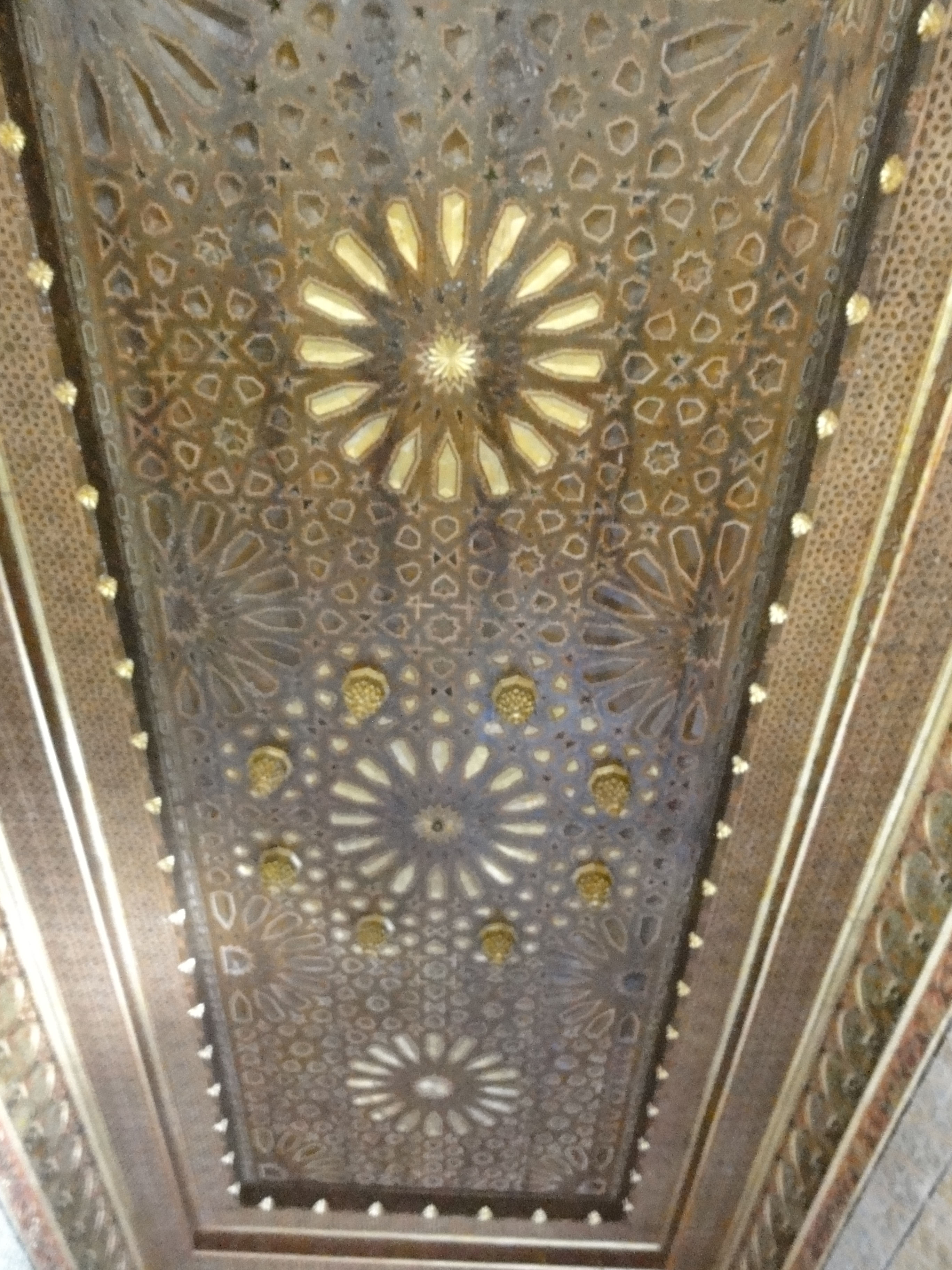
سقف
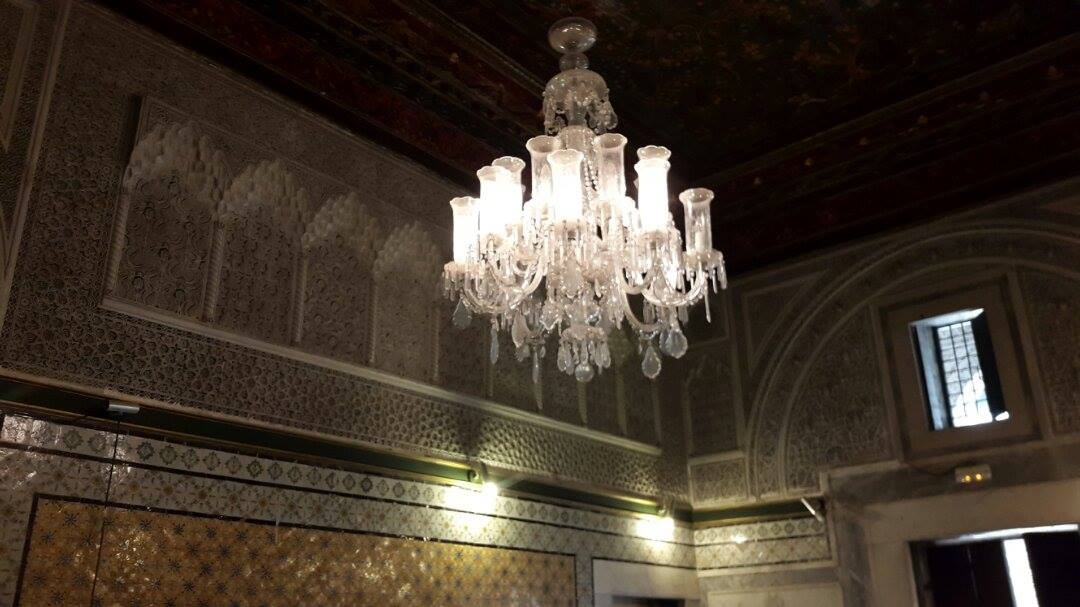
سقف

## وصلات خارجية
- صفحة عن دار الأصرم في موقع بلدية تونس